# 41-й меридіан східної довготи
41-й меридіан східної довготи — лінія довготи, що лежить на 41 градус східніше Гринвіцького меридіана. Вона проходить від Північного полюса через Північний Льодовитий океан, Європу, Азію, Африку, Індійський океан, Південний океан та Антарктиду до Південного полюса.
Частина кордону між Кенією та Сомалі проходить за 1 км на захід від меридіана, паралельно йому.
41-й меридіан східної довготи формує велике коло разом із 139-тим меридіаном західної довготи.

## Список географічних об'єктів, що перетинає 41° сх. д.
Починаючи на Північному полюсі та рухаючись до Південного полюса, 41-й меридіан східної довготи проходить через:
| Координати                                                 | Країна, територія або море | Примітки                                                                                             |
| ---------------------------------------------------------- | -------------------------- | --- |
| 90°0′ пн. ш. 41°0′ сх. д. / 90.000° пн. ш. 41.000° сх. д.  | Північний Льодовитий океан | |
| 80°29′ пн. ш. 41°0′ сх. д. / 80.483° пн. ш. 41.000° сх. д. | Баренцове море             | |
| 67°40′ пн. ш. 41°0′ сх. д. / 67.667° пн. ш. 41.000° сх. д. | Росія                      | Проходить через Кольський півострів                                                                  |
| 66°43′ пн. ш. 41°0′ сх. д. / 66.717° пн. ш. 41.000° сх. д. | Біле море                  | |
| 66°0′ пн. ш. 41°0′ сх. д. / 66.000° пн. ш. 41.000° сх. д.  | Росія                      | |
| 43°26′ пн. ш. 41°0′ сх. д. / 43.433° пн. ш. 41.000° сх. д. | Республіка Абхазія         | Проходить через частково визнану Абхазію, окуповану Росією територію Грузії · Проходить через Сухумі |
| 43°0′ пн. ш. 41°0′ сх. д. / 43.000° пн. ш. 41.000° сх. д.  | Чорне море                 | |
| 41°12′ пн. ш. 41°0′ сх. д. / 41.200° пн. ш. 41.000° сх. д. | Туреччина                  | |
| 37°7′ пн. ш. 41°0′ сх. д. / 37.117° пн. ш. 41.000° сх. д.  | Сирія                      | |
| 34°25′ пн. ш. 41°0′ сх. д. / 34.417° пн. ш. 41.000° сх. д. | Ірак                       | |
| 31°37′ пн. ш. 41°0′ сх. д. / 31.617° пн. ш. 41.000° сх. д. | Саудівська Аравія          | |
| 19°20′ пн. ш. 41°0′ сх. д. / 19.333° пн. ш. 41.000° сх. д. | Червоне море               | |
| 15°34′ пн. ш. 41°0′ сх. д. / 15.567° пн. ш. 41.000° сх. д. | Еритрея                    | Проходить через архіпелаг Дахлак                                                                     |
| 15°33′ пн. ш. 41°0′ сх. д. / 15.550° пн. ш. 41.000° сх. д. | Червоне море               | |
| 14°40′ пн. ш. 41°0′ сх. д. / 14.667° пн. ш. 41.000° сх. д. | Еритрея                    | |
| 13°57′ пн. ш. 41°0′ сх. д. / 13.950° пн. ш. 41.000° сх. д. | Ефіопія                    | |
| 4°6′ пн. ш. 41°0′ сх. д. / 4.100° пн. ш. 41.000° сх. д.    | Кенія                      | |
| 2°50′ пн. ш. 41°0′ сх. д. / 2.833° пн. ш. 41.000° сх. д.   | Сомалі                     | Проходить паралельно кордону з Кенією, за 1 км на захід від нього                                    |
| 0°50′ пд. ш. 41°0′ сх. д. / 0.833° пд. ш. 41.000° сх. д.   | Кенія                      | Проходить через острів Пате                                                                          |
| 2°12′ пд. ш. 41°0′ сх. д. / 2.200° пд. ш. 41.000° сх. д.   | Індійський океан           | Мозамбіцька протока — проходить східніше узбережжя Мозамбіку                                         |
| 60°0′ пд. ш. 41°0′ сх. д. / 60.000° пд. ш. 41.000° сх. д.  | Південний океан            | |
| 68°38′ пд. ш. 41°0′ сх. д. / 68.633° пд. ш. 41.000° сх. д. | Антарктида                 | Проходить через Землю Королеви Мод (претендує Норвегія)                                              |